# Bill Nelson (politik)
Clarence William „Bill“ Nelson (* 29. září 1942, Miami, Florida), Spojené státy americké) je americký politik, právník, bývalý člen Senátu USA za stát Florida a astronaut. V roce 1986 absolvoval šestidenní let v raketoplánu a stal se tak v pořadí 199. člověkem ve vesmíru.

## Životopis
Univerzitní studia zahájil na Floridě na University of Florida a pak pokračoval v Yale University, kde v roce 1965 úspěšně absolvoval. Dalších šest let věnoval armádě, během nichž studoval na univerzitě ve Virginii (University of Virginia), kde se roku 1968 stal právníkem.
Od roku 1979 byl politikem demokratické strany, později i senátorem USA za stát Florida. Do výcvikového střediska NASA byl přijat v roce 1985 a hned po letu z něj odešel. Používal přezdívku Bill.
Úřadem prezidenta USA J. Bidena byl navržen na ředitele NASA a po složení slibu se 3. května 2021 stal v pořadí 14. ředitelem vesmírné agentury. Nahradil tak předchozího ředitele Jima Bridenstina.

## Let do vesmíru
V lednu 1986 mu bylo 43 let a byl na palubě raketoplánu Columbia, který startoval po několika odkladech z kosmodromu na Mysu Canaveral k misi STS-61-C. Mise byla katalogizována v COSPAR jako 1986-003A. Posádku kromě Nelsona tvořili tito astronauti: Robert Gibson, Charles Bolden, Franklin Chang-Diaz, Steven Hawley a Robert Cenker. Sebou vezli a na oběžné dráze vypustili telekomunikační družici RCA Satcom Ku-1. Během letu Nelson prováděl připravené biologické experimenty, ale práci nemohl dokončit. Nepříliš vydařený let byl ukončen přistáním na základně Edwards v Kalifornii.
- STS-61-C Columbia (12. ledna 1986 – 18. ledna 1986)